# Indian Hemp Drugs Commission
 (octobre 2018).
Le contenu est difficilement compréhensible vu les erreurs de traduction, qui sont peut-être dues à l'utilisation d'un logiciel de traduction automatique.

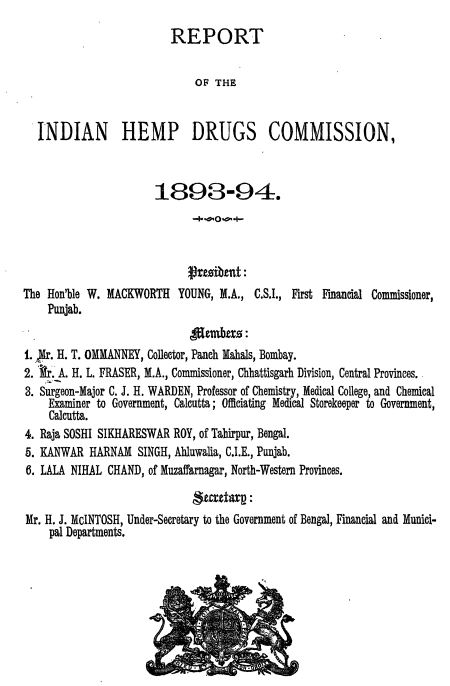

D'ici le 2 mars 1893, la Chambre des Communes du royaume-Uni a été concernée par les effets de cannabis dans la province du Bengale, en Inde. Le Gouvernement de l'Inde a convoqué une commission de sept membres  à se pencher sur ces questions, à partir de leur étude, le 3 juillet 1893. Lord Kimberley a suggéré de modifier le champ d'application de l'enquête pour être élargi pour inclure l'ensemble de l'Inde.
Le rapport de la Commission produit a été au moins une longueur de 3 281 pages, avec les témoignages de près de 1 200 "les médecins, les coolies, les yogis, les fakirs, les chefs des asiles d'aliénés, paysans de bhang, de l'impôt des cueilleurs, des contrebandiers, des officiers de l'armée, de marchands de chanvre, des opérateurs de palais de ganja, et le clergé." Une analyse sociologique de le révèle le rapport de la commission des visites dans des asiles de toute l'Inde, a contribué à saper la croyance dominante que la consommation de ganja provoque la folie.
Le Président de la commission est M. W. Mackworth Young, et les autres membres sont H. T. Ommanney, A. H. L. Fraser, Chirurgien-Major C. J. H. Warden, Raja Soshi Sikhareshwar Roy, Kanwar Harnam Singh, et Lala Nihal Chand. Agir à titre de secrétaire de M. H. J. McIntosh.